# Huillapima
Huillapima è una città dell'Argentina, appartenente alla provincia di Catamarca, situata a 1600 km da Buenos Aires.